# 奇雲·基恩
奇雲·伊恩·基恩（英語：Kevin Ian Keen，1967年2月25日—）是一名英格蘭前足球運動員和領隊。基恩目前是韋斯咸18歲以下球隊的教練。
基恩於1983年加盟韋斯咸之前在韋甘比開始他的職業生涯。他在韋斯咸度過七個賽季，兩次獲得升班，兩次降班。基恩於1993年前往加盟狼隊，然後於1994年10月加盟史篤城。他幫助史篤城在1995-96賽季進入附加賽，可惜輸給李斯特城。史篤城隨後轉會至不列顛尼亞球場，但在1998年降班到乙組聯賽。他在史篤城又度過兩個賽季，幫助球會再次進入附加賽並在2000年贏得英格蘭聯賽錦標。然後他在馬格斯菲特度過兩個賽季 在此期間，他有一段時間擔任看守領隊。
在韋斯咸擔任三次看守領隊後，基恩於2011年7月離開球會，擔任利物浦正選隊教練，在那裡他將與韋斯咸老同事史提夫·奇勒重聚。直到2012年6月，他在新任領隊班頓·羅渣士的任命下離職。2012年7月，當奇勒被任命為西布朗的聯合助理領隊時，他再次與奇勒重逢，而他的下一份工作是雷丁的助理領隊。基恩在2015年12月至2016年4月期間執教英甲球會高車士打，但在未能避免降班到英乙後離開球會。2016年7月加入
水晶宮教練團。

## 球員生涯

### 早年生涯
基恩是前職業足球員邁克·基恩的兒子，父親曾在盧頓、屈福特和昆士柏流浪效力於中場。基恩曾就讀John Hampden Grammar School，並且是韋甘比高中U15隊的成員，該隊於1981年贏得英格蘭校際獎盃，並多次獲得英格蘭校際隊出場機會。一年後，基恩在15歲零209天時於1982年9月首次代表依斯米安聯賽球會韋甘比出場，成為有史以來最年輕的正選隊出場球員。在加盟韋斯咸之前，他作為一名16歲的學徒為韋甘比上陣三場比賽。

### 韋斯咸
基恩於1983年以學徒身份加入韋斯咸，並於一年後的1984年3月簽職業球員合約。他幫助預備隊贏得聯合聯賽冠軍，並為英格蘭青年隊出場15次。1986年9月，他在主場5-2敗於利物浦的比賽中入替佐治·柏歷首次亮相。基恩在1986–87賽季在聯賽和盃賽上陣17場，幫助韋斯咸在甲組聯賽積分榜上排名第 15 位。1987年1月31日足總盃第3輪主場以4-1戰勝立頓奧連特的比賽中，他在本賽季的首個韋斯咸入球。基恩在1987-88賽季又上陣25場，在1988-89賽季上陣33場，幫助韋斯咸殺入聯賽盃準決賽，可惜韋斯咸卻在這年降班至乙組聯賽。1989-90賽季，韋斯咸領隊由盧·馬卡利換成比利·邦茨，基恩在聯賽和盃賽中出場57次，射入13球，韋斯咸在積分榜上排名第七，再次晉級聯賽盃準決賽。基恩在1990-91賽季出場51次，幫助韋斯咸升班上甲組聯賽並進入足總盃準決賽，並在1991-92賽季出場39次，韋斯咸再次降班。1992-93賽季，他在每場聯賽和盃賽中都表現出色，上陣56次，幫助韋斯咸晉級。基恩在韋斯咸的最後一場比賽是於1993年5月在主場以2-0戰勝劍橋聯，最終晉級新成立的英超聯賽。基恩在1993年的年度韋斯咸最佳球員獎中獲得亞軍。由於續約，但是韋斯咸領隊邦茲卻只提供一個很差的合約給認為自己在韋斯咸度過表現不錯的賽季的基恩，基恩只好加入甲組球會狼隊。

### 狼隊
1993年7月，基恩以60萬英鎊的轉會費加盟狼隊，在1993-94賽季，他出場50次，射入9球，幫助狼隊升至積分榜第七位。一年後，他再次轉會並在史篤城與前韋斯咸主帥盧·馬卡利重逢。

### 史篤城
基恩於1994年10月以30萬英鎊的身價加盟史篤城。基恩在代表史篤城的第二場比賽中對陣前球會狼隊的比賽中入球，以標誌著他已轉會到史篤城。在 1995-96 賽季史篤城力爭升入英超聯賽時，他與雷·華萊士 (Ray Wallace) 組成了不錯的中場搭檔。 對基恩來說不幸的是，他在 1996 年 4 月對陣盧頓鎮的比賽中受傷，錯過了本賽季剩下的比賽。史篤城進入季后賽，以 1-0 負于萊斯特城。 1996-97 賽季，他從傷病中恢復過來，為首發而苦苦掙扎，但在 1997-98 賽季，史篤城在大不列顛體育場的第一個賽季成為了常客。 他在新球場舉行的第一場陶器德比中打進了製勝一球，但對於史篤城城來說這是一個糟糕的賽季，他們以第 23 名的成績完賽並降級到乙組聯賽。1998-99賽季，他為球會上陣52場比賽中的49場，因為史篤城未能在白賴仁·拉圖的帶領下發起穩定的升班挑戰。在轉會至馬格斯菲特之前，他在史篤城又度過一個賽季。

### 馬格斯菲特
基恩以自由轉會加盟馬格斯菲特，並在2000年9月聯賽盃第3輪主場以3-1敗於米杜士堡的比賽中首次亮相。他在聯賽和盃賽中出場71次，其中包括2002年1月足總盃第3輪主場對陣舊球會韋斯咸，韋斯咸以3-0獲勝。在領隊吉爾·普雷斯科特於2001年10月決定專注於擔任足球總監一職後，基恩還曾短暫擔任球會的看守領隊一個月。基恩在合同未續簽後於2002年離隊，並以教練的身份回到韋斯咸。

## 教練生涯

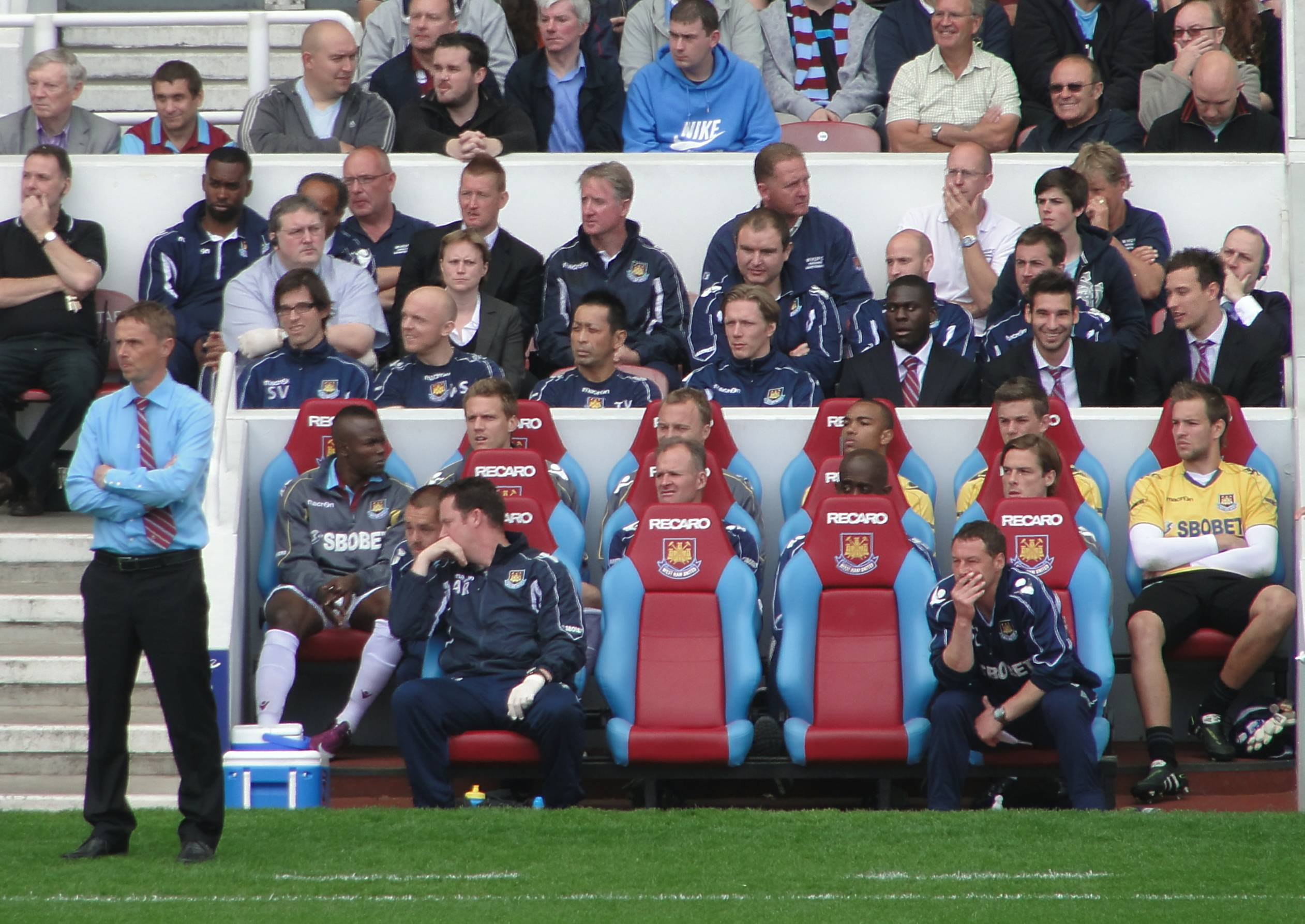
基恩於2011年5月擔任韋斯咸的看守領隊

基恩於2002年7月重新加入韋斯咸，擔任17歲以下青年隊教練。他後來被任命為預備隊教練，並於2006年10月成為正選隊教練。在2006年12月領隊阿倫·柏祖被解僱後，他被短暫地臨時負責正選隊事務，直到兩天後阿倫·古比士利被任命。當格林·史奴頓於2007年6月被任命為正選隊教練時，他恢復之前作為預備隊教練的角色。2008年9月3日，在領隊阿倫·古比士利辭職後，他被正式宣佈為看守領隊。基恩只執教過韋斯咸一場比賽；2008年9月13日作客以3-2敗給西布朗，隨後將主帥職位移交給基安法蘭高·蘇拿，在2011年5月15日解雇前任領隊艾林·格蘭之後，基恩再次被任命為韋斯咸看守領隊，這是他們2010-11賽季的最後一場比賽。
2011年7月3日，基恩離開韋斯咸加盟利物浦，成為堅尼·杜格利殊下的正選隊教練。2012年6月8日，確認基恩在班頓·羅渣士擔任領隊後離開利物浦。2012年7月3日，宣布基恩作為聯合助理領隊加盟西布朗。2013年12月14日，宣布奇雲·基恩與領隊史提夫·奇勒一起被解僱。2014年7月，基恩開始在富咸擔任教練主管和18歲以下青年隊領隊。 [23] 2014 年 12 月 20 日，他被任命為史提夫·奇勒在雷丁的助理領隊。2015年12月4日，基恩與克拉克一起被解僱。
在離開高車士打的領隊職位後，基恩於2016年7月加盟水晶宮，重返教練崗位。
2018年2月，基恩加盟修安聯，擔任基斯·鮑維的助理領隊。
2019年6月，基恩作為18歲以下球隊教練回到韋斯咸。

## 領隊生涯
基恩於2015年12月21日獲得他的首個正式領隊職位，當時他被任命為托尼·休姆斯在英甲球會高車士打的繼任者。 基恩執教的首場比賽是節禮日的埃塞克斯打比對修安聯。他的球隊已經連續七場失利，最終以 2-0被擊敗。2016年1月9日，他在足總盃第三圈以2-1擊敗英冠球會查爾頓，贏得他作為高車士打領隊的首場勝利。
自2015年10月以來，在連續19場聯賽未獲勝後，基恩在2016年3月1日見證高車士打的首場聯賽勝利，當時他們憑藉戴倫·岩布斯的兩個入球在山谷閱兵球場以2-1擊敗巴拉福特。在改善科高車士打的命運後，他被提名為3月份的聯盟一號“月度領隊”獎，但輸給巴恩斯利看守領隊保羅·赫京伯托姆頓。
儘管基恩帶領他的球隊在賽季後期的狀態有所好轉，但高車士打在2016年4月23日主場以3-0敗於伯頓後，18年來首次降班到英格蘭足球第四級別聯賽 。三天後，經雙方同意，基恩離開球會。

## 生涯數據
| 球會       | 賽季      | 聯賽         | 聯賽 | 聯賽 | 足總盃 | 足總盃 | 聯賽盃 | 聯賽盃 | 其他[A] | 其他[A] | 總計 | 總計 |
| 球會       | 賽季      | 級別         | 出場 | 入球 | 出場   | 入球   | 出場   | 入球   | 出場    | 入球    | 出場 | 入球 |
| ---------- | --------- | ------------ | ---- | ---- | ------ | ------ | ------ | ------ | ------- | ------- | ---- | ---- |
| 韋甘比     | 1982–83   | 依斯米安聯賽 | 3    | 0    | 0      | 0      | 0      | 0      | 0       | 0       | 3    | 0    |
| 韋甘比     | 總計      | 總計         | 3    | 0    | 0      | 0      | 0      | 0      | 0       | 0       | 3    | 0    |
| 韋斯咸     | 1986–87   | 甲組         | 13   | 0    | 2      | 1      | 2      | 0      | 1       | 0       | 18   | 1    |
| 韋斯咸     | 1987–88   | 甲組         | 23   | 1    | 0      | 0      | 1      | 1      | 1       | 0       | 25   | 2    |
| 韋斯咸     | 1988–89   | 甲組         | 24   | 3    | 5      | 0      | 2      | 1      | 2       | 0       | 33   | 4    |
| 韋斯咸     | 1989–90   | 乙組         | 44   | 10   | 1      | 0      | 10     | 1      | 2       | 2       | 57   | 13   |
| 韋斯咸     | 1990–91   | 乙組         | 40   | 0    | 7      | 0      | 3      | 1      | 1       | 1       | 51   | 2    |
| 韋斯咸     | 1991–92   | 甲組         | 29   | 0    | 5      | 0      | 2      | 1      | 3       | 0       | 39   | 1    |
| 韋斯咸     | 1992–93   | 乙組         | 46   | 7    | 2      | 0      | 2      | 0      | 6       | 0       | 56   | 7    |
| 韋斯咸     | 總計      | 總計         | 219  | 21   | 22     | 1      | 22     | 5      | 16      | 3       | 279  | 30   |
| 狼隊       | 1993–94   | 甲組         | 41   | 7    | 5      | 1      | 2      | 0      | 2       | 1       | 50   | 9    |
| 狼隊       | 1994–95   | 甲組         | 1    | 0    | 0      | 0      | 1      | 0      | 2       | 0       | 4    | 0    |
| 狼隊       | 總計      | 總計         | 42   | 7    | 5      | 1      | 3      | 0      | 4       | 1       | 54   | 9    |
| 史篤城     | 1994–95   | 甲組         | 21   | 2    | 0      | 0      | 0      | 0      | 0       | 0       | 21   | 2    |
| 史篤城     | 1995–96   | 甲組         | 33   | 3    | 2      | 0      | 2      | 0      | 2       | 0       | 39   | 3    |
| 史篤城     | 1996–97   | 甲組         | 16   | 1    | 0      | 0      | 4      | 0      | 0       | 0       | 20   | 1    |
| 史篤城     | 1997–98   | 甲組         | 40   | 1    | 1      | 0      | 5      | 1      | 0       | 0       | 46   | 2    |
| 史篤城     | 1998–99   | 乙組         | 44   | 2    | 2      | 0      | 1      | 0      | 2       | 0       | 49   | 2    |
| 史篤城     | 1999–2000 | 乙組         | 23   | 1    | 1      | 0      | 4      | 1      | 0       | 0       | 28   | 2    |
| 史篤城     | 總計      | 總計         | 177  | 10   | 6      | 0      | 16     | 2      | 4       | 0       | 203  | 12   |
| 馬格斯菲特 | 2000–01   | 英丙         | 32   | 2    | 1      | 0      | 2      | 0      | 0       | 0       | 35   | 2    |
| 馬格斯菲特 | 2001–02   | 丙組         | 30   | 0    | 4      | 1      | 1      | 0      | 1       | 0       | 36   | 1    |
| 馬格斯菲特 | 總計      | 總計         | 62   | 2    | 5      | 1      | 3      | 0      | 1       | 0       | 71   | 3    |
| 生涯總計   | 生涯總計  | 生涯總計     | 503  | 40   | 38     | 3      | 44     | 7      | 25      | 4       | 610  | 54   |

A. ^ “其他”欄目構成英意盃、會員盃、英格蘭足球聯賽附加賽和英格蘭聯賽錦標的出場次數和入球數。

## 榮譽

### 球會
韋斯咸
- 乙組亞軍：1990–91及1992–93

史篤城
- 英格蘭聯賽錦標冠軍：2000

### 個人
- 史篤城年度最佳球員：1999

## 領隊數據
最後更新：2016年4月26日
| 球會       | 由             | 至             | 統計紀錄 | 統計紀錄 | 統計紀錄 | 統計紀錄 | 統計紀錄 |
| 球會       | 由             | 至             | 賽       | 勝       | 和       | 負       | 勝率     |
| ---------- | -------------- | -------------- | -------- | -------- | -------- | -------- | -------- |
| 馬格斯菲特 | 2001年10月11日 | 2001年11月12日 | 7        | 1        | 1        | 5        | 14.3     |
| 韋斯咸     | 2008年9月3日   | 2008年9月15日  | 1        | 0        | 0        | 1        | 00.0     |
| 韋斯咸     | 2011年5月16日  | 2011年6月1日   | 1        | 0        | 0        | 1        | 00.0     |
| 高車士打   | 2015年12月21日 | 2016年4月26日  | 24       | 5        | 7        | 12       | 20.8     |
| 總計       | 總計           | 總計           | 33       | 6        | 8        | 19       | 18.2     |